# Nodopelta
Nodopelta là một chi ốc biển, là động vật thân mềm chân bụng sống ở biểns trong họ Peltospiridae.

## Các loài
Các loài trong chi Nodopelta gồm có:
- Nodopelta heminoda McLean, 1989[3]
- Nodopelta rigneae Warén & Bouchet, 2001[4]
- Nodopelta subnoda McLean, 1989[5]